# Il sole dei morenti
Il sole dei morenti è un romanzo noir dello scrittore francese Jean-Claude Izzo del 1999, pubblicato in Italia nel 2004.

## Trama
Dopo la morte del suo amico Titì, Rico, un senzatetto di Parigi, decide di abbandonare la città di Parigi, dirigendosi a sud attraverso la Francia, verso Marsiglia, dove spera di ritrovare Léa, l'amore della sua giovinezza.
Il romanzo è incentrato sulla vita di Rico, un libero professionista travolto dal naufragio della sua vita sentimentale. Cercando l'amore, e non ritrovandolo, viene inesorabilmente spinto verso i margini più estremi della società. Perdendo il lavoro e non riuscendo più a rincorrere i ritmi frenetici della sua cerchia, viene abbandonato dalla moglie e dagli amici. Diventa un alcolizzato cronico ed è costretto a vivere per strada. Qui inizierà la seconda parte della sua vita.
Nel suo viaggio verso Marsiglia, nell'inseguimento di quello che appare solo come un sogno, incontrerà altri disperati. Ognuno con la sua storia di emarginazione, diversa e uguale. Ognuno un tentativo diverso di affrontare la nuova vita.

## Edizioni
- Jean-Claude Izzo, Il sole dei morenti, 1ª ed., Edizioni e/o, 2000,  p. 256, ISBN 88-7641-423-1.
- Jean-Claude Izzo, Il sole dei morenti, 2ª ed., Edizioni e/o, 2004,  p. 240, ISBN 88-7641-610-2.